# Красна Звєзда (Калузька область)
Красна Звєзда (рос. Красная Звезда) — присілок в Ізносковському районі Калузької області Російської Федерації.
Населення становить 14 осіб. Входить до складу муніципального утворення Село Льнозавод.

## Історія
Від 2004 року входить до складу муніципального утворення Село Льнозавод

## Населення
| 2002 | 2010 |
| ---- | ---- |
| 12   | ↗14  |